# Bakionica
Bakionica (en serbe cyrillique : Бакионица) est un village de Serbie situé dans la municipalité de Požega, district de Zlatibor. Au recensement de 2011, il comptait 650 habitants.

## Démographie

### Évolution historique de la population
| 1948 | 1953 | 1961  | 1971 | 1981 | 1991 | 2002 | 2011 |
| ---- | ---- | ----- | ---- | ---- | ---- | ---- | ---- |
| 849  | 876  | 1 018 | 706  | 906  | 662  | 742  | 650  |

|  |